# Johann Georg Volkamer der Jüngere

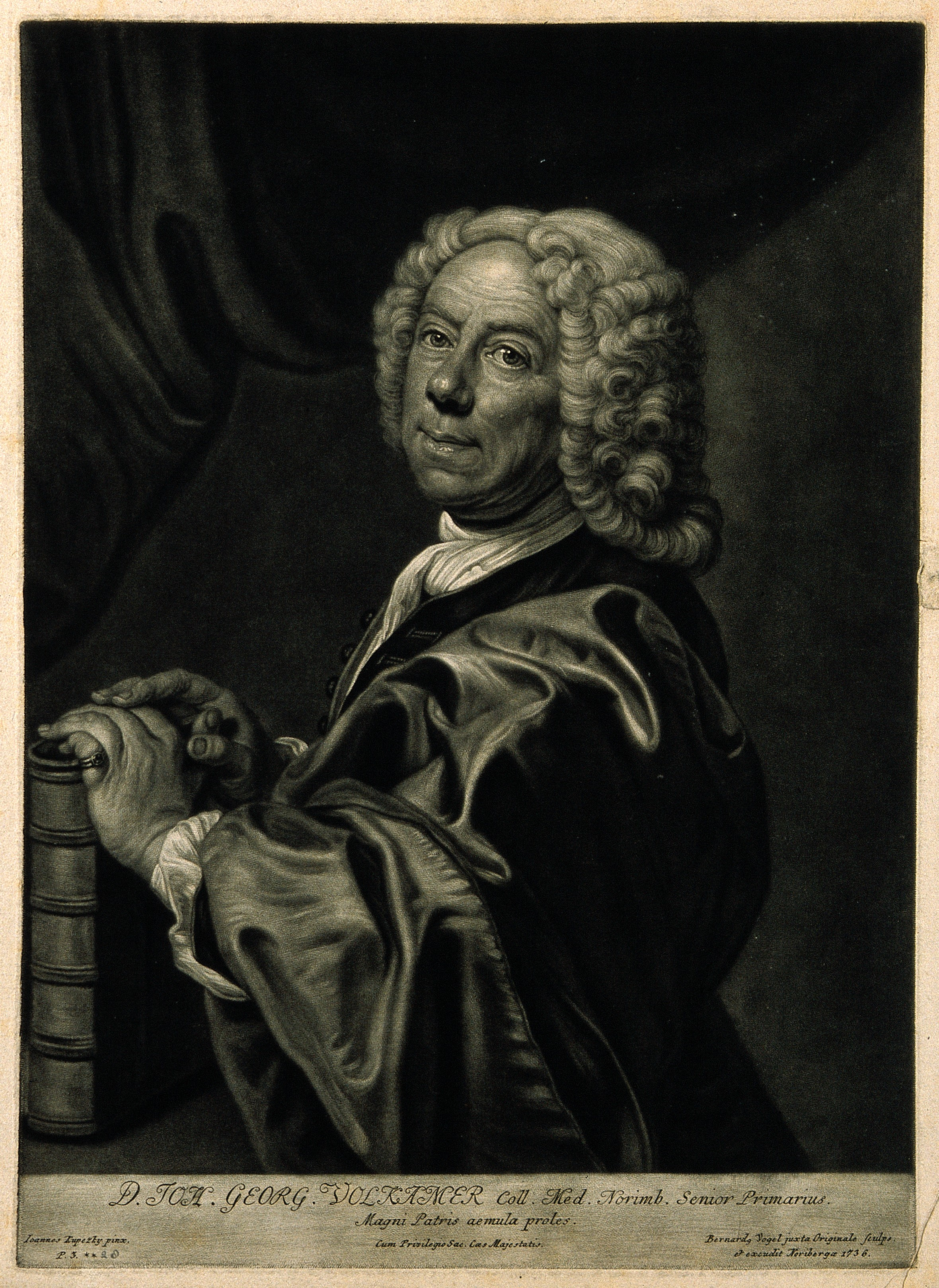
Johann Georg Volckamer (1736)

Johann Georg Volkamer der Jüngere (auch: Volcamer, Volckamer, Volkammer; * 7. Mai 1662 in Nürnberg; † 8. Juni 1744 ebenda) war ein deutscher Mediziner und Botaniker.

## Leben und Wirken
Volkamer war der Sohn seines gleichnamigen Vaters Johann Georg Volkamer. Nach dem Besuch der Lateinschule in Nürnberg und Unterricht bei seinem Vater studierte Volkamer an den Universitäten von Jena und Altdorf Medizin. 1684 schloss er in Altdorf sein Studium ab und wurde mit seiner Dissertation De lethargo zum Dr. med. promoviert.
Mit 23 Jahren nahm ihn das Collegium medico-chirurgicum in Nürnberg auf. Volkamer wurde damit quasi der Nachfolger seines Vaters. 1686 berief man ihn zum Prosektor bei anatomischen Demonstrationen.

## Ehrungen
1685 wurde Volkamer in die Deutsche Akademie der Naturforscher Leopoldina als ordentliches Mitglied aufgenommen.
Carl von Linné benannte ihm zu Ehren die Gattung Volkameria der Pflanzenfamilie der Lippenblütengewächse (Lamiaceae).

## Schriften
- De lethargo. Altdorf 1684 (Digitalisat).
- Flora Noribergensis sive catalogus plantarum in agro Noribergensi tam sponte nascentium quam exoticarum. Nürnberg 1700 (Digitalisat).